# Bobital
Bobital (bret. Bowidel) to miejscowość i gmina we Francji, w regionie Bretania, w departamencie Côtes-d’Armor.
Według danych na rok 1990 gminę zamieszkiwały 934 osoby, a gęstość zaludnienia wynosiła 187 osób/km² (wśród 1269 gmin Bretanii Bobital plasuje się na 599. miejscu pod względem liczby ludności, natomiast pod względem powierzchni na miejscu 1021.).